# West Tawakoni
West Tawakoni är en ort i Hunt County i Texas. Vid 2010 års folkräkning hade West Tawakoni 1 576 invånare.